# Lucien Storme
Lucien Storme (Nieuwkerke, 18 juni 1916 - Siegburg (Duitsland), 10 april 1945) was een Belgisch wielrenner. Hij wordt beschouwd als een typische flandrien. Zijn belangrijkste overwinning behaalde hij in 1938 toen hij de wielerwedstrijd Parijs-Roubaix won.

## Biografie

### Jeugd
Lucien Storme werd geboren tijdens de Eerste Wereldoorlog te Nieuwkerke, deelgemeente van Heuvelland, op 18 juni 1916. Hij was het tweede kind van Louise Huyghe en Henri Storme waar in totaal acht kinderen ter wereld zouden komen.
Het gezin woonde in de wijk "De Zwijnebak" vlak bij de Douvebeek. Tijdens de jaren van de wederopbouw (1920) hielden de ouders van Lucien naast de boerderijactiviteiten ook een café met de naam "De Brieke", benaming die verwijst naar een veldoven (bakstenen) in de buurt. In het café werd 's avonds door de bezoekers naar de heruitzendingen op de radio van de wielerwedstrijden geluisterd. Dit was wellicht Luciens eerste contact met het wielrennen.
Het viel zijn oom Albert Vandenberghe op hoezeer Lucien bezeten was van de fiets. Toen oom Albert een fiets won in een biljartwedstrijd, schonk hij hem aan Lucien die er dankbaar gebruik van maakte.

### Beginjaren als wielrenner
Lucien Storme startte zijn wielercarrière in 1935 als junior en ontgoochelde niet. Hij won wedstrijden te Armentiers en Roubaix (beiden in Frankrijk). Hij werd lid van de Rijselse club Les Halles Sportives Lilloises en nam deel aan onder andere de volgende wedstrijden: Gent-Wevelgem (5de), Bissegem (2de), Gent-Menen (1ste), Parijs-Roubaix (5de), Omloop Frans-Vlaanderen, Franse Schelde-prijs en de Derby van het Noorden.
Vanaf 2 juni 1936 reed hij als onafhankelijke en op 9 juni startte hij reeds in de Ronde van België. De eerste rit beëindigde Lucien als 80e maar daags nadien met doortocht in eigen streek en aankomst in De Panne werd Lucien reeds 12de. In de vierde rit van Antwerpen naar Luik won Lucien Storme die net voor zijn streekmakker Remi Capoen uit Dikkebus finishte. Tijdens de vijfde rit moest Lucien echter opgeven wegens een fietskaderbreuk. Dat jaar reed hij nog tal van andere koersen : Prijs van Calais (3de), Parijs-Amer (5de), Parijs-Arras (5de), Parijs-Lens (4de), Parijs-Henin (9de), Marchiennes (4de) en Grote prijs van Valenciennes (1ste) waar de onafhankelijken en beroepsrenners samen reden.

### Militaire dienstplicht
In 1937 volbracht Lucien zijn militaire dienst te Zellik in het 1ste Regiment Grenadiers, een antitankregiment. In september 1937 zwaaide Lucien af en kon hij zijn wielercarrière verder zetten.

### Beroepsrenner vanaf 18 februari 1938
Vanaf 18 februari 1938 kon Lucien door toedoen van Albert Bafcop uit Kemmel, de plaatselijke correspondent van de krant Sportwereld, starten in de ploeg André Leducq van de formatie Mercier. In de typische donkergroene trui met paarse schouders startte hij het wielerseizoen op 27 maart 1938 in de wedstrijd Antwerpen-Gent-Antwerpen : hij werd toch nog 13de na mechanische problemen. Op 3 april behaalde hij de 10e plaats in de Omloop van de Vlaamse Gewesten. Een week later, in de Ronde van Vlaanderen, moest hij echter opgeven wegens mechanische problemen.

### Parijs-Roubaix 1938
Op Paasdag 17 april 1938 werd Parijs-Roubaix verreden. Het werd een wedstrijd waarbij van begin tot einde de renners last hadden van een krachtige tegenwind. In de laatste kilometers ging Lucien achter Sylvère Maes en Louis Hardiquest aan en haalde deze in. Maes kon het tempo niet volgen en moest lossen. Storme en Hardiquest haalden met z'n tweeën nog Oubron in, nadat ze eerst nog nipt voorbij de gesloten slagbomen waren geglipt. Enkel Lauwers was nu nog voorop. En samen met Hardiquest haalde Storme ook deze in. Lucien kreeg echter nog een lekke band op vier kilometer van de aankomst. Toch haalde hij Hardiquest nog in en stak deze voorbij. Lucien Storme won met circa 10 meter voorsprong. Het zou zijn mooiste overwinning uit zijn carrière worden.
Na zijn glansrijke overwinning werd Lucien Storme samen met zijn vrienden-renners Gaston Rebry en Emiel Decroix gehuldigd te Nieuwkerke. Aan de wijk "De Trompe" werden ze opgewacht door de Nieuwkerkse jeugd die hen met bloemenruikers verwelkomen. Ook beide Nieuwkerkse muziekmaatschappijen vergezelden hen naar het centrum van het dorp waar een massa volk hen stond op te wachten. Op het gemeentehuis werden ze plechtig ontvangen en gehuldigd met tal van toespraken die door prominenten werden gehouden.

### Verdere carrière als beroepsrenner
Na Parijs-Roubaix reed Lucien nog enkele pistewedstrijden. Daarna reed hij de baanwedstrijden Parijs-Tours, de Ronde van België, Omloop van Parijs waar hij 6de werd. In het Kampioenschap van België nam hij aanvankelijk een aanvallende positie in maar moest hij opgeven wanneer zijn stuurstang brak. In de Omloop van Roanne werd hij 5de en dan nam hij deel aan de Ronde van Zwitserland. Hier gaf hij op in de 4de rit. Eind augustus won hij nog de Ronde van Wizernes en wat later nam hij deel aan Parijs-Rennes.
Op 15 maart 1939 nam Lucien deel aan Parijs-Nice en werd 6de. Hij won het Clubkampioenschap van Menen Sportief. In de Ronde van Vlaanderen had hij aanvankelijk een goede start genomen en zat in een goede positie aan de Kwaremont, maar dan had hij af te rekenen met pech : eerst zijn ketting die afviel en daarna een wielbreuk. In maart nam hij ook nog deel aan Antwerpen-Gent-Antwerpen. 
Op zondag 12 april 1939 reed hij Parijs-Roubaix en Lucien rekende op een herhaling van vorig jaar. Op 30 kilometer van het einde leed hij bandbreuk en daar niet onmiddellijk hulp opdaagde, was zijn kans op een ereplaats verkeken. Nochtans was hij als eerste voorbijgekomen op de hellingen Côte du Pecq en Côte de Doullens. In Parijs-Brussel op 18 april 1939 werd hij 3de. In de Ronde van Morbihan, die over twee dagen gereden werd, eindigde hij op de zevende plaats. Dan volgden nog Parijs-Rennes, Parijs-Sedan (4de), Parijs-St. Etienne (een koers die in twee dagen gereden werd) waarin hij eerste werd in de tweede rit en derde in het algemene klassement. Een valpartij in de Omloop van het Zuidwesten dwong hem tot rust. 
Lucien Storme werd geselecteerd voor de Ronde van Frankrijk van 1939 door zijn prestaties in het voorjaar. De verwachtingen waren hoog gespannen en hij kon deze ook invullen. Lucien won het eerste deel van de 6de etappe Nantes-La Rochelle (de 6de rit was een tweeluik). Drie dagen later moest Lucien echter opgeven in de zware bergrit Pau-Toulouse die verreden werd in uiterst slechte weersomstandigheden. Sylvère Maes won deze Ronde van Frankrijk 1939. Door de internationale spanningen waren er geen Italiaanse en Duitse wielerploegen aanwezig in de Tour van 1939. Na de Ronde van Frankrijk nam Lucien op 6 augustus nog deel aan de Wedstrijd der Rondemannen te Brussel en op 14 augustus aan het Kampioenschap van België te Luik. In september 1939, in volle mobilisatietijd en ondanks de beperkingen die hiermee gepaard gingen zag hij toch nog de kans een zestal koersen te rijden.

### Huwelijk
Op 7 december 1939 huwde Lucien met Marguerite Salembier, dochter van een schaapherder uit Nieuwkerke. Het jonge gezin vestigde zich te Nieuwkerke.

### Oorlogsjaren
Op de vooravond van de Tweede Wereldoorlog werd op 31 maart 1940 de Ronde van Vlaanderen verreden en gewonnen door Achiel Buysse. Op 10 mei brak de oorlog uit met de Achttiendaagse Veldtocht en was er geen sprake meer van koersen in het buitenland. De wielerwedstrijden werden echter reeds snel opnieuw ingericht vanaf 11 juli. Op 4 augustus behaalde Lucien te Kortrijk een 10e plaats. Nog te Kortrijk bereikte hij op 8 september een 5de plaats in een wedstrijd met achtervolging op de piste, samen met Vlaeminck en Knockaert. Hij won er ook de individuele wedstrijd over 60 kilometer.
Op 15 september 1940 nam hij deel aan het Kampioenschap van België te Wilrijk. Hij was de man die voor een groot deel de wedstrijd animeerde. Gedurende de 46 te rijden ronden trok hij voortdurend in de aanval. In de laatste ronde werd hij ingelopen waardoor hij zich tevreden moest stellen met de 12de plaats. Iedereen was het echter over eens dat hij de sterkste man van de wedstrijd was. Te Lede reed Luciens Storme zijn laatste wedstrijd op 24 september. De oorlogsomstandigheden maakten dat er met het koersen nog weinig te verdienen viel. Daarenboven was er een avondklok van toepassing waardoor verplaatsingsproblemen de kop op staken. Hierdoor besliste Lucien geen nieuwe wielerlicentie meer aan te vragen voor 1941. Toch bleef Lucien verder trainen in de hoop op betere tijden.
Ondertussen was het gezin Storme-Salembier uitgebreid door de geboorte van zoon Jacques. Op zoek naar een vervangingsinkomen waagde Lucien zich aan het smokkelen, een activiteit die door tal van inwoners van de grensdorpen beoefend werd. Met zijn motor verkende Lucien de grensovergangen. Hij schafte zich een vrachtwagen aan want hij zag de zaak nogal groots : hij wilde vooral tabak en benzine smokkelen. Zelfs een grauw-groen uniform behoorde tot zijn uitrusting.
In december 1942 liep het echter mis : te Armentiers werd hij aangehouden en kwam hij terecht in de gevangenis van Loos. Bij het verlaten van het gerechtsgebouw te Rijsel probeerde hij geboeid te ontsnappen en bracht daarbij een Duitse officier een slag toe. Hierdoor belandde hij een poos in de gevangenis van Sint-Gillis bij Brussel.

### Strafkamp Siegburg en overlijden
Op 6 maart 1943 bracht de politie hem naar de celwagen van een trein met bestemming "Strafgefängnis Siegburg" op 20 km van Keulen. In het station van Luik zag hij een kans om een briefje door de kieren van de celwagen te werpen met bericht aan de vinder om dit briefje door te zenden naar zijn echtgenote om haar te informeren over zijn verblijfplaats. Op het briefje stond volgende tekst : "Lucien Storme - Wielrenner - Nieuwkerke - West-Vlaanderen - Laat weten aan mijn echtgenote dat ik weg ben naar Duitsland en dat alles goed gaat." Hier zat Lucien zijn straf uit en de erbarmelijke omstandigheden in dit werkkamp maakten dat hij na enkele tijd nog slechts 62 kilogram woog. Vanaf augustus 1943 verbeterde zijn situatie en zijn gewicht stijgt na enige tijd terug tot 85 kilogram. Om de zes weken mocht hij een briefje in het Frans naar huis zenden. Het laatste bericht dat hij kan sturen dateerde van 23 mei 1944, enkele weken voor D-Day (6 juni 1944: landing van de geallieerden in Normandië).
In het voorjaar van 1945 rukten de geallieerden Duitsland binnen en op 10 april wordt het werkkamp te Siegburg bevrijd. In de verwarring die er toen heerste voerde Lucien een verkeerde beweging uit. Hij werd getroffen door een kogel in de hals. Twee uur later overleed Lucien Storme op 29-jarige leeftijd.
De teraardebestelling van Lucien Storme te Nieuwkerke vond plaats op 29 april 1947.

## Resultaten in voornaamste wedstrijden
| Jaar | Ronde van Italië | Ronde van Frankrijk | Ronde van Spanje |
| ---- | ---------------- | ------------------- | ---------------- |
| 1938 |                  |                     |                  |
| 1939 |                  | opgave (1)          |                  |

| Jaar | Gent-Wevelgem | Parijs-Roubaix | Parijs-Tours | Parijs-Brussel |
| ---- | ------------- | -------------- | ------------ | -------------- |
| 1935 | 7e            |                |              |                |
| 1938 |               | ↑              |              |                |
| 1939 |               |                | Zilver       | Brons          |

## "De Grote Prijs Lucien Storme"
Als herdenking aan Lucien Storme werd na de Tweede Wereldoorlog te Nieuwkerke gestart met een jaarlijkse wielerwedstrijd die zijn naam zou dragen, de "Grote Prijs Lucien Storme". In de beginjaren werden de zegebloemen steevast overhandigd door de zoon van Lucien in aanwezigheid van diens weduwe. Na een onderbreking van een aantal jaren werd in 1979 opnieuw een "Grote Prijs Lucien Storme" ingericht ter gelegenheid van de plaatselijke kermis. In 1992 vond de wedstrijd voor de laatste maal plaats.